# 渡辺武 (薬学者)
渡辺 武（渡邊武、わたなべ たけし、1913年4月18日 - 2004年2月11日）は、日本の漢方薬・椿研究家。
京都市生まれ。1935年京都薬学専門学校（現京都薬科大学）卒業。1939年東京帝国大学医学部薬学科選科修了。在学中に湯本求真の紹介により荒木性次に師事。1941年武田薬品株式会社研究所入社。1947 - 62年厚生省日本薬局方制定委員会委員。宮内庁より正倉院薬物調査を委嘱され、1956年「正倉院薬物の研究」で京都大学薬学博士。67年武田薬品を定年退社。1976年薬局・薬店・薬剤師、薬種商の東洋医学及び漢方の食養の研鑽の場として草古堂薬室方技塾を発足、77年日中医薬研究会に改称（会長）。1988年加悦町「千年ツバキ｣の鑑定を行い、91年日本つばき協会名誉会員。92年中国仲景国医大学名誉教授、93年中国陝西中医学院名誉教授。95年紺綬褒章受勲。

## 著書
- 『地衣を探る 朝比奈名誉教授製作学術映画解説』薬業往来社 薬科学文庫 1942
- 『わかりやすい漢方薬』国際商業出版 1976
- 『京椿』水野克比古写真 京都書院 1991
- 『平成薬証論 原典に拠る重要漢薬』メディカルユーコン 1995
- 『漢方が救う人体危機 西洋医学一辺倒からの脱出』立風書房 1997

### 共著
- 『日本の文様 第11巻 椿』嶋田玄弥,五来重,元井能,河原正彦共著 光琳社出版1972年
- 『椿 花と木の文化』安藤芳顕共著 家の光協会 1980